# Трупіалець північний
Трупіа́лець північний (Euphagus carolinus) — вид горобцеподібних птахів родини трупіалових (Icteridae). Мешкає в Північній Америці.

## Опис

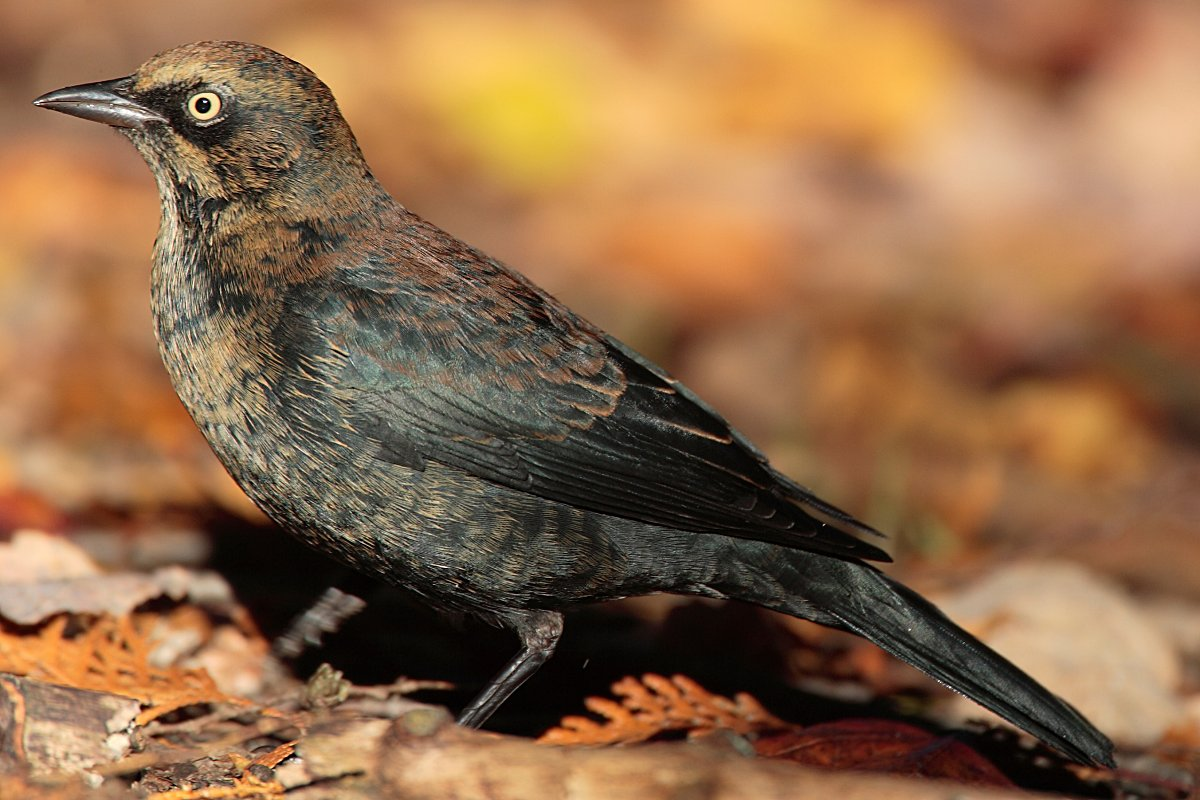
Північний трупіалець

Довжина птахів становить 21-25 см, вага 46-80 г. Розмах крил становить 36 см, довжина крила 110,5-117,4 мм, довжина хвоста 85-94,5 мм, довжина дзьоба 19-21,9 мм, довжина цівки 29,5-33 мм.
Самці під час сезону розмноження мають повністю чорне забарвлення з легким зеленуватим відблиском, очі у них жовті, дзьоб і лапи чорні. Після осінньої линьки у самців кінчики пер набувають іржастого забарвлення, а над очима з'являються охристі "брови". Самиці мають темно-чорнувато-сіре забарвлення, відблиск в їх оперенні відсутній, очі у них темні, дзьоб сірий. Молоді птахи мають буре забарвлення, крила і хвіст у них більш темні, над очима світлі "брови", у молодих самців на тілі є кілька темних смуг.

## Підвиди
Виділяють два підвиди:
- E. c. carolinus (Müller, PLS, 1776) — від північної Аляски і північного Юкона до Лабрадора і Нової Англії;
- E. c. nigrans Burleigh & Peters, HS, 1948 — Ньюфаундленд, острови Мадлен і Нова Шотландія.

## Поширення і екологія
Північні трупіальці гніздяться на Алясці, в Канаді і на північному сході Сполучених Штатів Америки. Взимку вони мігрують на південний схід США. Бродячі птахи спостерігалися в Гренландії, Мексиці і на Далекому Сході Росії (двічі на Чукотці у 1913 і 1989 роках і на Камчатці у 2014 році). Північні трупіальці живуть в тайзі та на торф'яних болотах (маскег). Взимку вони зустрічаються на болотах, в заболочених лісах і на краях водойм. 
Північні трупіальці живляться комахами, зокрема бабками та їх личинками, дрібною рибою і насінням. Вони шукають їжу у вологому ґрунті і на мілководді, серед опалого листя і водної рослинності. Також взимку вони доповнюють свій раціон дрібними жолудями Quercus phellos, плодами і насінням сосни. Дуже рідко вони нападають на дрібних птахів. На міграції і на зимівлі вони утворюють великі зграї, іноді разом з іншими трупіалами. Найбільші зграї зимуючих північних трупіальців спостерігалися в нижній течії долини Міссісіпі, дещо менші — в регіоні Підмонту і на Атлантичних прибережних рівнинах.
Північні трупіальці повертаються на північ досить рано, наприкінці зими. Осіння міграція у них триває довше, деякі птахи затримуються в місцях гніздування до грудня. Птахи гніздяться на берегах озер і боліт. Їхні гнізда мають чашоподібну форму, робляться з гілок, трави і лишайників, встелюються рослинним матеріалом, розміщуються в чагарниках або на деревах, часто над водою. В кладці від 3 до 6 синьо-зелених або світло-сірих яєць, поцяткованих коричневими плямами.

## Збереження
МСОП класифікує цей вид як вразливий. За оцінками дослідників, популяція північних трупіальців становить від 0,2 до 2 мільйонів птахів і скорочується на 4,61% на рік в Канаді та на 1,46% на рік в США. В період з 1966 по 2014 років популяція скоротилася на 89%. Причиною скорочення популяції північних трупіальців є знищення природного середовища — тайгових боліт